# Schlacht von Le Cateau
Die Schlacht von Le Cateau fand am 26. August 1914 während des Ersten Weltkriegs statt.

## Vorgeschichte

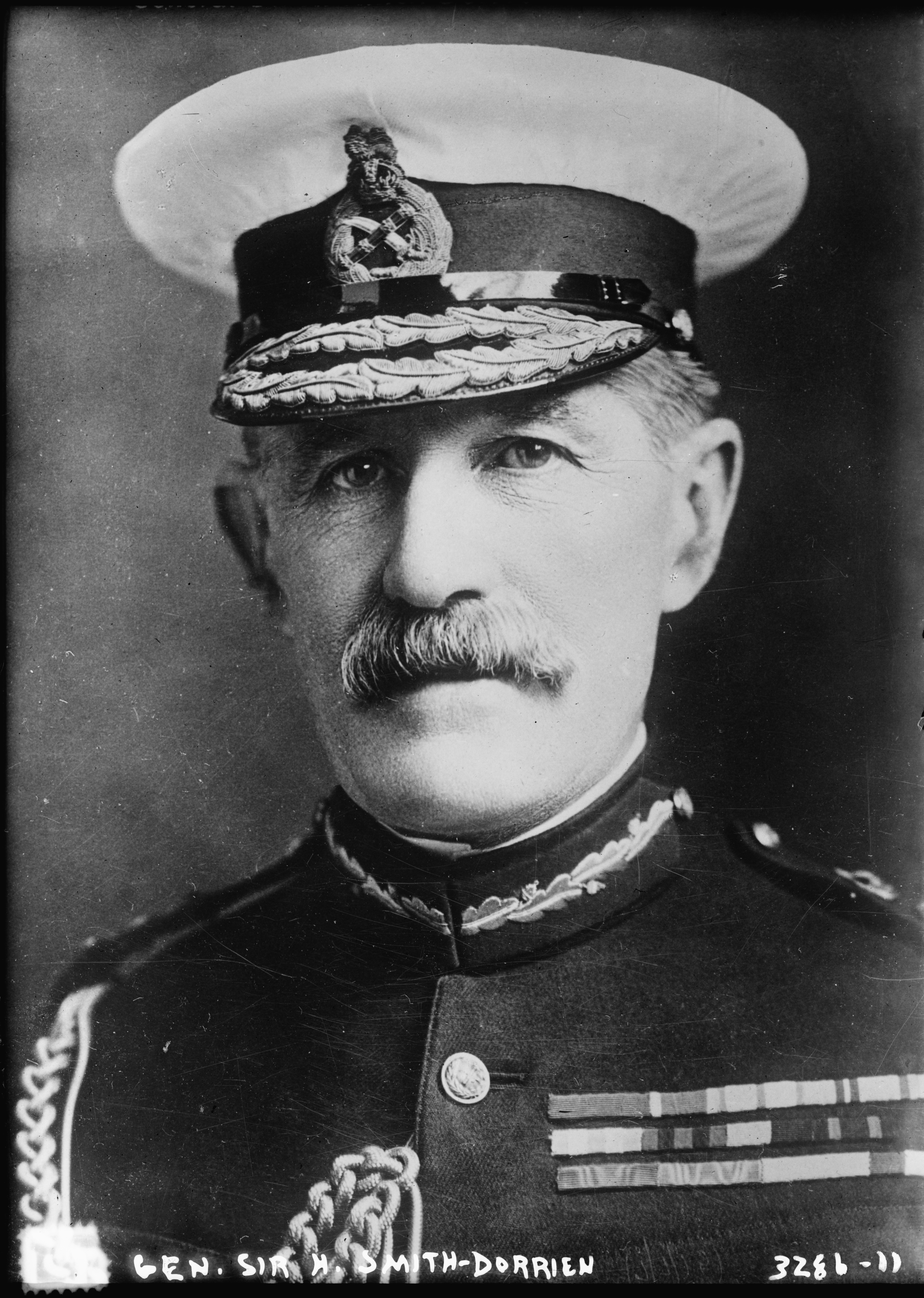
General Horace Smith-Dorrien

Nach der Schlacht bei Mons (23. und 24. August 1914) hatten sich britische und französische Truppen, darunter das II. Korps der BEF unter General Horace Smith-Dorrien, kämpfend auf Le Cateau-Cambrésis zurückgezogen und bezogen dort Verteidigungsstellungen gegen die sie verfolgenden Einheiten der deutschen 1. Armee Alexander von Klucks. Smith-Dorriens drei Divisionen und ein kleines Kavalleriekorps waren von General Douglas Haigs I. Korps abgeschnitten und schon seit Tagen auf dem Rückzug. Der Oberbefehlshaber der BEF, General John French, hatte auch für den 26. August weiteren Rückzug angeordnet. Smith-Dorrien entschied sich jedoch, sich in Le Cateau mit seinen Truppen zur Schlacht zu stellen, da er aufgrund der Nähe der verfolgenden deutschen Truppen glaubte, dass es auch bei Fortsetzung des Rückzugs zu einem Gefecht kommen würde. Zudem hoffte er, dass ein Kampf sich positiv auf die Moral seiner vom mehrtägigen Rückzug erschöpften Truppen auswirken würde. Zum Glück für die Briten nahmen nur drei deutsche Infanterie- und drei Kavalleriedivisionen der 1. Armee an der Schlacht teil; weitere Verstärkungen wurden von französischen Truppen aufgehalten.

## Schlacht

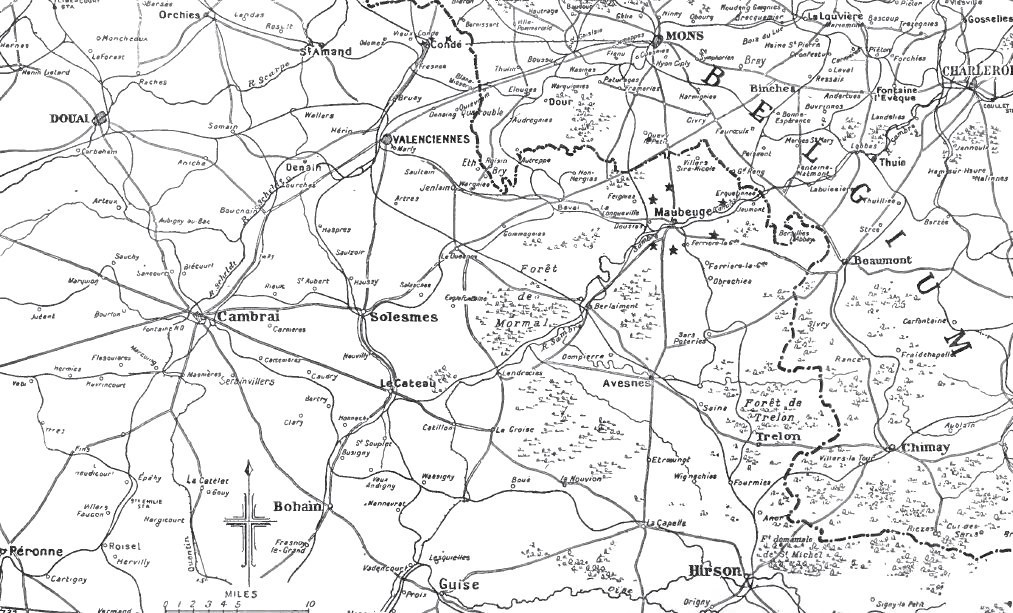
Übersichtsskizze zum Kampfareal

Am Morgen des 26. August traf die deutsche 4. Kavallerie-Division (General Otto von Garnier) beim Vorgehen nach Süden wieder auf den Feind, dicht aufschließend kam das IV. Armee-Korps unter General Sixt von Armin über Solesmes mit der 7. und 8. Division heran und nahm die britischen Positionen bei Le Cateau unter schweres Artilleriefeuer. Nach Westen gegen Cambrai deckte die Kavallerie des Generals von der Marwitz (2. und 9. Kavallerie-Division) die rechte Flanke und verfolgte auf Beauvois und Caudry, wo die Briten mit General Allenbys Kavallerie und ihrer 4. Division (General Snow) einen Sperrriegel aufgebaut hatten.
Die Verteidigung der Stellungen bei Le Cateau führten die britische 3. (General Hamilton) und 5. Division (General Fergusson), beide Einheiten trugen die Hauptlast der Schlacht. Die englischen Batterien wurden schnell zerschlagen und die Deutschen nahmen nach einem erbitterten Straßenkampf Le Cateau ein.
Am Mittag begann der konzentrierte Angriff der deutschen Infanterie auf die in schnell ausgehobenen, flachen Schützengräben verschanzten Briten. Es gelang den Briten zunächst, ihre Stellung zu halten, doch nachmittags begannen beide Flanken nachzugeben. Vom Osten her hatte die deutsche 5. Division (General Wichura) des III. Korps in die Schlacht eingegriffen. Die Ankunft von französischer Kavallerie („Corps de cavalerie Sordet“) unter General Sordet konnte die linke Flanke frühzeitig verstärken, eine hier drohende Umfassung durch den Anmarsch des deutschen IV. Reserve-Korps zwang die Briten jedoch zur Aufgabe der Stellungen. Das britische 2. Korps hatte den Vormarsch der deutschen 1. Armee aber elf Stunden lang verzögern können.

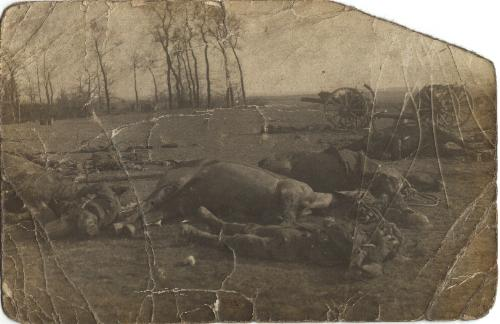
Getötete britische Soldaten nach der Schlacht von Le Cateau

Nachts zogen sich die Alliierten auf Saint-Quentin zurück. Von den 40.000 Alliierten wurden 7.812 getötet, verwundet oder gefangen genommen. Mehrere britische Regimenter wurden vernichtet. 38 Geschütze mussten von den Alliierten zurückgelassen werden; die Mehrzahl konnte untauglich gemacht werden. Die deutschen Verluste hatten nach britischen (nicht belegten) Angaben die gleiche Höhe. Neuere Forschungen ergeben jedoch deutlich geringere deutsche Verlustzahlen: etwa 3.000 Mann gefallen, verwundet oder gefangen genommen. Aufgrund der Missachtung des Rückzugsbefehls kam es zu einem heftigen Zusammenstoß zwischen Smith-Dorrien und French. Wegen dieses und weiterer Vorfälle nahm Smith-Dorrien 1915 unter dem Vorwand schlechter Gesundheit seinen Abschied.